# 비키 레안드로스
비키 레안드로스(그리스어: Βίκυ Λέανδρος, 로마자 표기: Víky Léandros, 1949년 8월 23일 ~ )는 그리스의 가수이다. 2차례의 유로비전 송 콘테스트(1967, 1972)에서 룩셈부르크 대표로 참가했고 유로비전 송 콘테스트 1972에서 우승을 차지했다.